# Leptonemella juliae
Leptonemella juliae is een rondwormensoort uit de familie van de Desmodoridae. De wetenschappelijke naam van de soort is voor het eerst geldig gepubliceerd in 1999 door Hoschitz, Buchholz & Ott.